# Gergithus complicatus
Gergithus complicatus är en insektsart som beskrevs av William Lucas Distant 1916. Gergithus complicatus ingår i släktet Gergithus och familjen sköldstritar. Inga underarter finns listade i Catalogue of Life.